# Államvédelmi Hatóság
La Államvédelmi Hatóság o ÁVH (húngaro: Autoridad de Protección del Estado) fue la policía secreta de Hungría de 1945 a 1956. Fue concebida como un apéndice de los servicios secretos de la Unión Soviética, pero consiguió una reputación de brutalidad entre los húngaros, en especial por una serie de purgas que comenzó en 1948, se intensificó en 1949 y duró hasta 1953. Fue una de las policías secretas más crueles del bloque del Este. Tras la muerte de Iósif Stalin en 1953 y el nombramiento de Imre Nagy (un reformista moderado) como primer ministro de Hungría, la ÁVH fue gradualmente refrenada hasta ser, finalmente, disuelta en 1956 después de la insurrección de Budapest.

## Política y métodos
Mientras el aparato de seguridad estuvo operando, apoyaron directamente al Partido de los Trabajadores Húngaros, haciendo poca referencia a las normas del gobierno electo. Este apoyo se cristalizó fundamentalmente a través de reuniones secretas de inteligencia, por medio de una vasta red de informantes, como el sistema usado por el Ministerio para la Seguridad de Estado (Stasi) en la República Democrática Alemana.
La red de investigación era complementada con un mecanismo de arrestos secretos, seguidos por periodos extensivos de tortura (de una duración variable de entre 3 a 18 meses).[cita requerida] Una vez que el aparato extraía las confesiones de calidad variada de los prisioneros, entraba a colación el sistema estatal de fiscales públicos y cortes, para emitir una sentencia judicial. Esta era la norma de operación para la AVH, de la cual se alejaba solamente en casos extremos de seguridad de estado; por ejemplo, el arresto ilegal y detención indefinida en solitario de Edith Bone, miembro del Partido Comunista de Gran Bretaña. A pesar de la naturaleza forzada de las confesiones, las retractaciones en el juicio no eran consideradas un peligro para el proceso, debido a la amenaza obvia de tortura continuada durante el receso del juicio. Además, las acciones de la AVH no estaban sujetas a revisión judicial.

### Las preparaciones para el "juicio público" de Wallenberg en 1953
En la mañana del 7 de abril de 1953, Miksa Domonkos, uno de los líderes de la comunidad judía en Budapest, fue secuestrado por oficiales de la ÁVH para extraerle "confesiones". Las preparaciones para un "juicio público" empezaron en Budapest en 1953 para probar que Raoul Wallenberg no había sido asesinado en 1945 por la Unión Soviética, sino que era la víctima del Sionismo cosmopolita. Para fines del juicio, otros dos líderes judíos –László Benedek y Lajos Stöckler–, así como dos "testigos" –Pál Szalai y Károly Szabó– fueron arrestados e interrogados por medio de tortura.
Las últimas personas en encontrarse con Wallenberg en Budapest fueron Ottó Fleischmann, Károly Szabó y Pál Szalai, quienes estuvieron invitados a cenar en el edificio de la Embajada de Suecia el 12 de enero de 1945. Al día siguiente, 13 de enero, Wallenberg contactó a los rusos. Para 1953, Ottó Fleischmann había salido de Hungría y trabajaba como médico en Viena. Károly Szabó fue capturado en la calle el 8 de abril de 1953 y fue arrestado sin ningún procedimiento legal. Su familia no tuvo noticias de él durante los siguientes seis meses. Un juicio secreto fue conducido en su contra, del cual no hay disponible ningún registro hasta ahora. Después de seis meses de interrogación, los acusados se dejaron llevar por la desesperación y el agotamiento.
La idea de que los "asesinos de Wallenberg" eran sionistas de Budapest fue apoyada fundamentalmente por el líder comunista húngaro Ernő Gerő, lo que se mostró por una nota enviada a él por el primer secretario Mátyás Rákosi. El juicio fue entonces iniciado en Moscú, siguiendo la campaña antisionista de Stalin. Después de la muerte de Stalin y de Lavrenti Beria, los preparativos del juicio se detuvieron y las personas arrestadas fueron liberadas. Miksa Domonkos pasó una semana en el hospital y murió poco después en su casa, mayormente debido a la tortura a la cual había sido sujeto.

## Casa del Terror
Poco después de ser abandonada por el Partido de la Cruz Flechada, el edificio del número 60 de la Avenida Andrássy se convirtió en el cuartel general de la ÁVH. En la actualidad, el edificio es un museo llamado la Casa del Terror y conmemora las víctimas de los sistemas políticos.